# 蛙蟾魚屬
蛙蟾魚屬（学名：Bifax），為輻鰭魚綱蟾魚目蟾魚科的其中一属。

## 下属物种
- 阿曼蛙蟾魚 Bifax lacinia